# Nasa Krila Zemun
El Nasa Krila Zemun (en serbio: ФK Haшa кpилa Зeмун) fue un equipo de fútbol de Yugoslavia que alguna vez jugó en la Primera Liga de Yugoslavia, la máxima categoría del desaparecido país.

## Historia
Fue fundado en 1947 en la ciudad de Zemun por la Fuerza Aérea de la República Federal Socialista de Yugoslavia poco después de que terminara la Segunda Guerra Mundial y tuvo su debut en la Segunda Liga de Yugoslavia en la temporada 1947/48, en la cual terminó en tercer lugar y logró el ascenso a la Primera Liga de Yugoslavia.
Su primera temporada en la máxima categoría fue positivo al terminar en quinto lugar y en la temporada 1949/50 terminó en sexto lugar, pero el club desapareció al terminar la temporada.
Su mayor logro fue en la Copa de Yugoslavia en la que fue uno de los clubes que participó en su primera edición en 1947, en la cual llegó a la final y perdió 0-2 ante el FK Partizan en la capital Belgrado. Dos años después revive la hazaña, pero esa vez perdiendo 2-3 ante el Estrella Roja.

## Jugadores

### Jugadores destacados
| - Živko Popadić - Dragiša Filipović - Lenko Grčić - Antun Lokošek | - Aleksandar Panić - Vladimir Pečenčić - Siniša Zlatković - Ognjan Damnjanović | - Miroslav Jovanović - Milan Kobe - Ivan Zvekanović |